# Gephyrothuriidae
De Gephyrothuriidae zijn een familie van zeekomkommers uit de orde Molpadida.

## Geslachten
- Gephyrothuria Koehler & Vaney, 1905
- Hadalothuria Hansen, 1956